# Michael Drosnin
Michael Drosnin (Nueva York, 31 de enero de 1946-9 de junio de 2020) fue un periodista y escritor estadounidense, conocido por su libro El código secreto de la Biblia.
Ha trabajado como periodista para el Washington Post y The Wall Street Journal. Su primer libro fue una biografía sobre el multimillonario estadounidense Howard Hughes, que fue publicada en 1985 y traducida al castellano como Ciudadano Hughes. Tras conocer en Israel al matemático Eliyahu Rips, en 1992 empezó a investigar sobre el código de la Biblia. Ateo declarado, fue muy escéptico en principio con la posibilidad de encontrar dicho código, pero empezó a convencerse de su importancia en 1994 cuando afirmó haber encontrado en la Biblia un código relativo al futuro asesinato del primer ministro israelí, Isaac Rabin. Drosnin avisó a Rabin, y se convenció todavía más de la capacidad del código para predecir el futuro cuando Rabin fue asesinado en 1995. En 1997 publicó su libro más famoso, El código secreto de la Biblia, en el que asegura que dicho código puede predecir el futuro, que muchos asesinatos famosos, pasados y futuros, fueron presagiados en la Biblia y que el código puede ser interpretado con más facilidad ahora gracias a los programas informáticos. En 1997 recibió el Premio Ig Nobel de Literatura. En 2002 Drosnin escribió un segundo libro, El nuevo código secreto de la Biblia.
Drosnin ha sido criticado por muchos, incluyendo a algunos que creen que el Código secreto de la Biblia es real pero que no puede predecir el futuro. Muchas críticas le acusan de errores fácticos, falsas afirmaciones de que tiene mucho apoyo de la comunidad científica, errores en la traducción de palabras hebreas, y de usar la Biblia sin probar que otros libros no contienen códigos similares.

## Obras
- Ciudadano Hughes. Planeta. 2005
- El Código Secreto de la Biblia. Planeta. 2005
- El nuevo Código Secreto de la Biblia. Planeta. 2005
- The Bible Code III: The Quest.